# Anthony Ashley-Cooper, V conte di Shaftesbury
Anthony Ashley-Cooper, V conte di Shaftesbury Bt DL FRS (Wimborne St. Giles, 17 settembre 1761 – Londra, 14 maggio 1811), fu un Pari d'Inghilterra.

## Biografia
Ashley-Cooper era il figlio di Anthony Ashley-Cooper, IV conte di Shaftesbury e di Mary Pleydell-Bouverie. Fu educato a Winchester e servì come Deputy Lieutenant del Dorset. Fu eletto Fellow della Royal Society nel 1785.
Lord Shaftesbury sposò Barbara Webb, figlia di Sir John Webb, V Baronetto e di Mary Salvain, di Odstock House, Wiltshire, il 17 luglio 1786. Ebbe solo una figlia, Lady Barbara Ashley-Cooper (19 ottobre 1788 – 5 giugno 1844), che sposò il Barone de Mauley.
Lord Shaftesbury morì il 14 maggio 1811 all'età di 49 anni e fu sepolto al St Giles Parish a Wimborne St Giles nel Dorset. Alla sua morte, non avendo un erede maschio, il titolo passò al fratello più giovane, l'Onorevole Cropley Ashley-Cooper.

## Titoli e trattamento
- 1761-1771: Lord Ashley
- 1771-1785: Il molto onorevole Il Quinto Conte di Shaftesbury Bt
- 1785-1811: Il molto onorevole Il Quinto Conte di Shaftesbury Bt FRS

## Ascendenza
|                                                 |                      |                     | Genitori                            |  |  | Nonni |  |  | Bisnonni                                       |  |  | Trisnonni                                     |  |
|                                                 |                      |                     |                                     |  |  |       |  |  | Anthony Ashley-Cooper, II conte di Shaftesbury |  |  | Anthony Ashley-Cooper, I conte di Shaftesbury |  |
|                                                 |                      |                     |                                     |  |  |       |  |  | Anthony Ashley-Cooper, II conte di Shaftesbury |  |  | Anthony Ashley-Cooper, I conte di Shaftesbury |  |
|                                                 |                      | Frances Cecil       |                                     |  |  |       |  |  | Anthony Ashley-Cooper, II conte di Shaftesbury |  |  |                                               |  |
| Anthony Ashley-Cooper, III conte di Shaftesbury |                      |                     |                                     |  |  |       |  |  | Anthony Ashley-Cooper, II conte di Shaftesbury |  |  |                                               |  |
|                                                 |                      | Dorothy Manners     | John Manners, VIII conte di Rutland |  |  |       |  |  |                                                |  |  |                                               |  |
|                                                 |                      | Dorothy Manners     | John Manners, VIII conte di Rutland |  |  |       |  |  |                                                |  |  |                                               |  |
|                                                 |                      | Dorothy Manners     | Frances Montagu                     |  |  |       |  |  |                                                |  |  |                                               |  |
| Anthony Ashley-Cooper, IV conte di Shaftesbury  |                      | Dorothy Manners     |                                     |  |  |       |  |  |                                                |  |  |                                               |  |
|                                                 |                      | Thomas Ewer         | …                                   |  |  |       |  |  |                                                |  |  |                                               |  |
|                                                 |                      | Thomas Ewer         | …                                   |  |  |       |  |  |                                                |  |  |                                               |  |
|                                                 |                      | Thomas Ewer         | …                                   |  |  |       |  |  |                                                |  |  |                                               |  |
| Jane Ewer                                       |                      | Thomas Ewer         |                                     |  |  |       |  |  |                                                |  |  |                                               |  |
|                                                 |                      | Mary Montagu        | James Montagu                       |  |  |       |  |  |                                                |  |  |                                               |  |
|                                                 |                      | Mary Montagu        | James Montagu                       |  |  |       |  |  |                                                |  |  |                                               |  |
|                                                 |                      | Mary Montagu        | Mary Baynard                        |  |  |       |  |  |                                                |  |  |                                               |  |
| Anthony Ashley-Cooper, V conte di Shaftesbury   |                      | Mary Montagu        |                                     |  |  |       |  |  |                                                |  |  |                                               |  |
|                                                 | William des Bouverie | Edward des Bouverie |                                     |  |  |       |  |  |                                                |  |  |                                               |  |
|                                                 | William des Bouverie | Edward des Bouverie |                                     |  |  |       |  |  |                                                |  |  |                                               |  |
|                                                 | William des Bouverie | Anne de la Forterie |                                     |  |  |       |  |  |                                                |  |  |                                               |  |
| Jacob Bouverie, I visconte Folkestone           | William des Bouverie |                     |                                     |  |  |       |  |  |                                                |  |  |                                               |  |
|                                                 |                      | Anne Urry           | David Urry                          |  |  |       |  |  |                                                |  |  |                                               |  |
|                                                 |                      | Anne Urry           | David Urry                          |  |  |       |  |  |                                                |  |  |                                               |  |
|                                                 |                      | Anne Urry           | Anne Church                         |  |  |       |  |  |                                                |  |  |                                               |  |
| Mary Bouverie                                   |                      | Anne Urry           |                                     |  |  |       |  |  |                                                |  |  |                                               |  |
|                                                 |                      | Bartholomew Clarke  | …                                   |  |  |       |  |  |                                                |  |  |                                               |  |
|                                                 |                      | Bartholomew Clarke  | …                                   |  |  |       |  |  |                                                |  |  |                                               |  |
|                                                 |                      | Bartholomew Clarke  | …                                   |  |  |       |  |  |                                                |  |  |                                               |  |
| Mary Clarke                                     |                      | Bartholomew Clarke  |                                     |  |  |       |  |  |                                                |  |  |                                               |  |
|                                                 |                      | Mary Young          | …                                   |  |  |       |  |  |                                                |  |  |                                               |  |
|                                                 |                      | Mary Young          | …                                   |  |  |       |  |  |                                                |  |  |                                               |  |
|                                                 |                      | Mary Young          | …                                   |  |  |       |  |  |                                                |  |  |                                               |  |
|                                                 |                      | Mary Young          |                                     |  |  |       |  |  |                                                |  |  |                                               |  |